# Theodor Striese

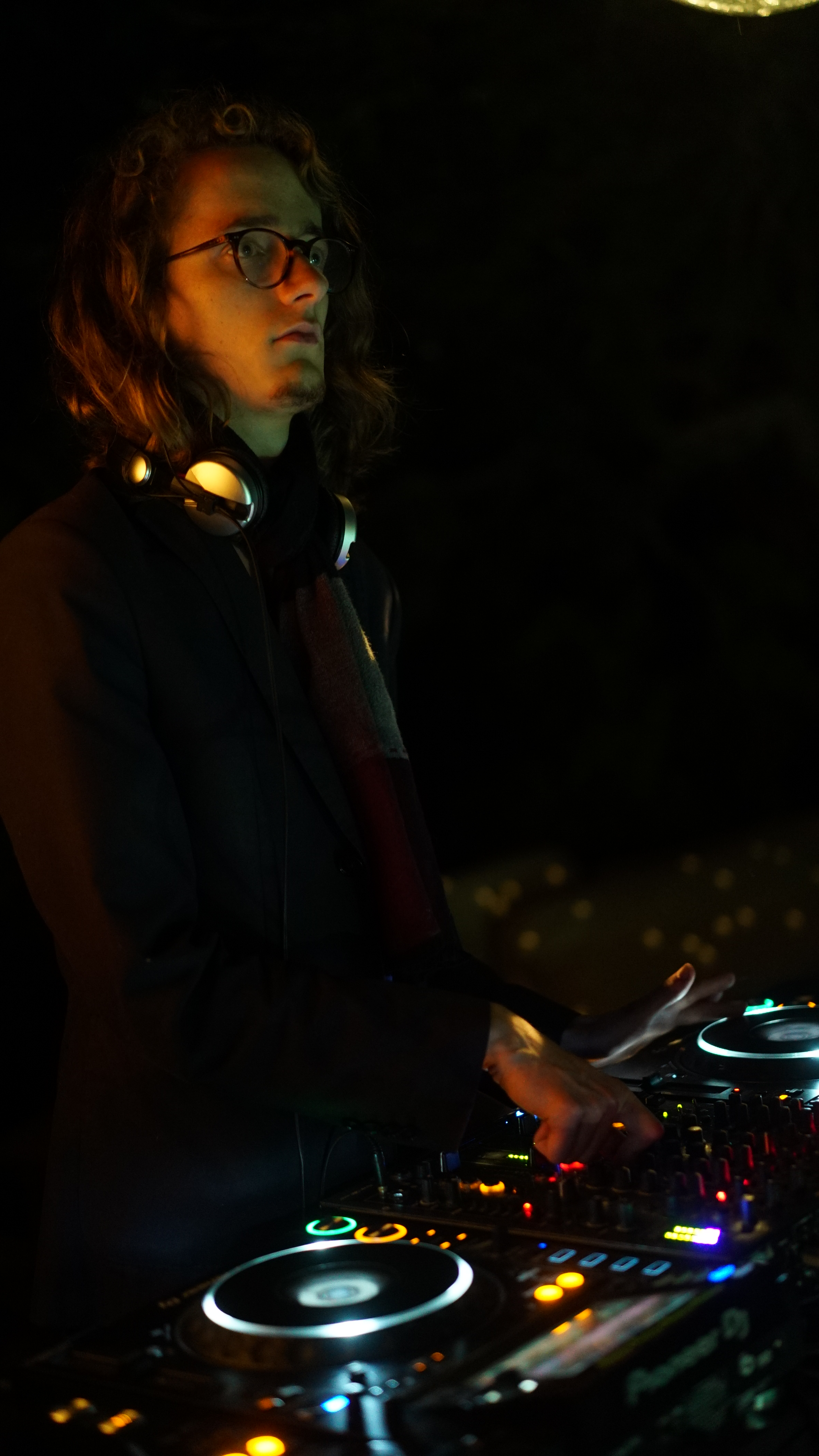
Theodor Striese (2020)

Theodor Striese, auch Tsodor, (* 25. Oktober 1999 in Braunschweig) ist ein deutscher Komponist, Musikproduzent und Tontechniker.

## Leben
Theodor Striese wuchs in Salzgitter auf. Ab seinem 5. Lebensjahr erhielt er Klavierunterricht. Ab 2010 besuchte er das Landesgymnasium für Musik Wernigerode, wo er unter anderem Gesangsunterricht bei Bertram Zwerschke erhielt. Er war dort außerdem Mitglied des Rundfunk-Jugendchor Wernigerode.
Seit 2012 nahm er Unterricht in Violine und Dirigieren bei Peter Wegener. Im Jahr davor begann er an der Komponistenklasse Sachsen-Anhalt teilzunehmen und erhielt dort bei Thomas Nathan Krüger, Thomas Buchholz, Martin Christoph Redel und Annette Schlünz Unterricht im Komponieren von Neuer Musik. 2013 gewann er den 1. Preis des Jugend-Kompositionswettbewerb Sachsen-Anhalt, im folgenden Jahr den ersten sowie den Verlagspreis für sein Werk Roofs. Es folgten weitere Auszeichnungen und ein Stipendium. Bei dem Europäischen Musikautoren-Stipendium (EMAS) der Rechteverwertungsgesellschaft GEMA lernte er den Produzenten Robot Koch, der unter anderem als Produzent für Marteria, Max Herre und auch Casper (Rapper) tätig war, sowie den serbischen Komponisten Marko Nikodijević kennen. Striese wurde außerdem auf der Red Bull Music Academy, Cocoon Recordings, Moodmusic Records und Microbrew Records veröffentlicht.
Im Jahr 2016 absolvierte er ein Betriebspraktikum im Sound-Team für Softwaretesting und Sounddesign der Ableton AG in Berlin. Es folgten Auftragsarbeiten für das IGM der RWTH Aachen und die Stiftung Zukunft Wald. Nach seinem Abitur bestand er das Advanced Diploma in Music Production and Audio Engineering beim Abbey Road Institute Berlin, dem Ausbildungszweig der Abbey Road Studios.
2020 gründet Striese zusammen mit Kwynslo das Label Microbrew Records, auf dem er seither vor allem eigene Musik veröffentlicht. Durch Kontakte aus dem Abbey Road Institute wirkt er in Produktionen aus Luxemburg mit. 2023 trat er der Berliner Neo-Krautrock Band Großmutter.Berlin bei, wo er vor allem für die Tonregie zuständig ist.

## Musik
Theodor Striese ist hauptsächlich als Komponist für Neue Musik tätig und entwickelt unter dem Alias Tsodor elektronische Tanzmusik. Striese experimentiert mit Klängen, die als alltäglich wahrgenommen werden. So verwendet er mehrere Mikrofone, um Schallereignisse aufzunehmen und später in verschiedensten Formen zu verarbeiten. Seine Musik kann somit als Konfrontation der Welten des Ordinären und des Nicht-Ordinären gesehen werden.

„…Vielleicht ist es diese Sensibilität für sichtbar Schönes, die ihn auch in seinen musikalischen Ausdrucksformen auf Schönheit und klare Strukturen großen Wert legen lassen. Ungerade Taktzahlen und spannende Rhythmen findet er besonders spannend.“

Seine Musik wurde im Rahmen von Jugendmusikwettbewerben von Ensembles wie Sinfonietta Dresden, der Mitteldeutschen Kammerphilharmonie und dem Michaelis Consort Leipzig gespielt.
Er wirkt seit Abschluss der Ausbildung im Abbey Road Institute in verschiedenen Produktionen tragend mit und bedient auch unter seinem Alias "Tsodor" diverse Genres erfolgreich.

## Werke (Auswahl)
- Roofs (2014) für Flöte, Klarinette in A, Harfe, Akkordeon, Violine, Viola, Violoncello
- Roofs (2014) für Kammerorchester[6]
- Mountains (2015) für Englischhorn, Horn in F, Violine, Viola, Klavier
- Rain (2017) für barocke Violine, Viola, Violoncello und Cembalo
- Brick (2017) für Streichquartett

## Diskografie (Auswahl)
EPs & Compilations
- 2020: MDMA und Kellersonne auf der 20200202 EP (Microbrew Records)
- 2021: Dinosaur Song auf der Venera Two EP (Moodmusic Records)[16]

- 2022: Sieg der Liebe (Kollaboration mit Defex) auf der Dots and Pearls 7'  (Cocoon Records)[17]
- 2023: Chrysalis auf der Enter Saturn EP (Moodmusic Records)
- 2024: Idiosyncratic Tools Vol. 1 (Tsodor)
- 2024: Different Faces EP - Claudio Ricci & Tsodor (Raft music)

Albums
- 2024: Diffused Nocturne (Woodland Creatures)

 Credits
- Vamp – Huso (Co-Production, Mixing)
- Turnup Tun, DJ Nosi – Schedden (Produktion, Mixing, und Mastering)[18]
- Tommek – Debil (feat. Lucas Tesch) (Komposition)
- Tommek – Wat Rap Album (Mastering)
- Defex, blondewearingblack – I Win (Komposition, Produktion) [Muna Music]
- Defex, blondewearingblack – We Are The Beat (Komposition, Produktion)
- Özgür Can - Don´t Wanna Fall (Claudio Ricci Remix), (Co-Produktion)
- BiPolars - Going To Sleep (Claudio Ricci Remix), (Co-Produktion) [Urge To Dance]
- Bitschu Batschu - Level Up (Production, Mixing & Mastering)

 Live-Acts
- Ambient Live-Act für "Ton in Ton", 2023 in Leipzig
- Chillout Live-Act für "La Puta Amo De La Luz", 2024 in Ibiza

Remixes
- 2025: Özgür Can - Found (Claudio Ricci & Tsodor Found House Remix) [Raft]

## Preise und Stipendien
- 1. Preis Jugend-Kompositionswettbewerb Sachsen-Anhalt 2013[5], 2014[19] und 2017
- Verlagspreis Jugend-Kompositionswettbewerb Sachsen-Anhalt 2014[19] und 2017
- Europäisches Musikautoren-Stipendium der GEMA 2015[7][20]